# Едрієн Джардін
Едрієн Джардін (англ. Adrian Jardine, 23 серпня 1933) — британський яхтсмен.
Бронзовий призер Олімпійських Ігор 1968 року в класі 5,5 метра, учасник 1964 року.